# Vincenzo Savio
(dal testamento spirituale di Vincenzo Savio)
Vincenzo Savio (Osio Sotto, 6 aprile 1944 – Belluno, 31 marzo 2004) è stato un vescovo cattolico italiano.

## Biografia
Nacque a Osio Sotto il 6 aprile 1944. Studiò nel seminario minore dei salesiani ed emise la professione religiosa il 16 agosto 1961 e quella perpetua nel 1967. Compì gli studi teologici a Roma alla Pontificia Università Salesiana e poi alla Pontificia Università Lateranense dove conseguì la licenza in teologia nel 1972. Venne ordinato sacerdote il 25 marzo 1972 nella basilica del Sacro Cuore di Gesù a Roma per la Società salesiana di San Giovanni Bosco.
Nominato vescovo ausiliare di Livorno, titolare di Garriana, il 14 aprile 1993, ricevette l'ordinazione episcopale per l'imposizione delle mani del vescovo di Livorno Alberto Ablondi il 30 maggio dello stesso anno nella chiesa di Santa Maria del Soccorso a Livorno, coconsacranti l'arcivescovo di Vercelli Tarcisio Bertone e l'arcivescovo di Pisa Alessandro Plotti.
Nominato vescovo di Belluno-Feltre il 9 dicembre 2000, prese possesso della diocesi il 18 febbraio 2001.
Promosse il recupero del vescovado vecchio di Feltre.
Dal 24 al 28 aprile 2002 partecipò a Roma, in qualità di vescovo delegato (designato dal Consiglio Episcopale Permanente della Conferenza Episcopale Italiana), al X Simposio dei Vescovi d'Europa.

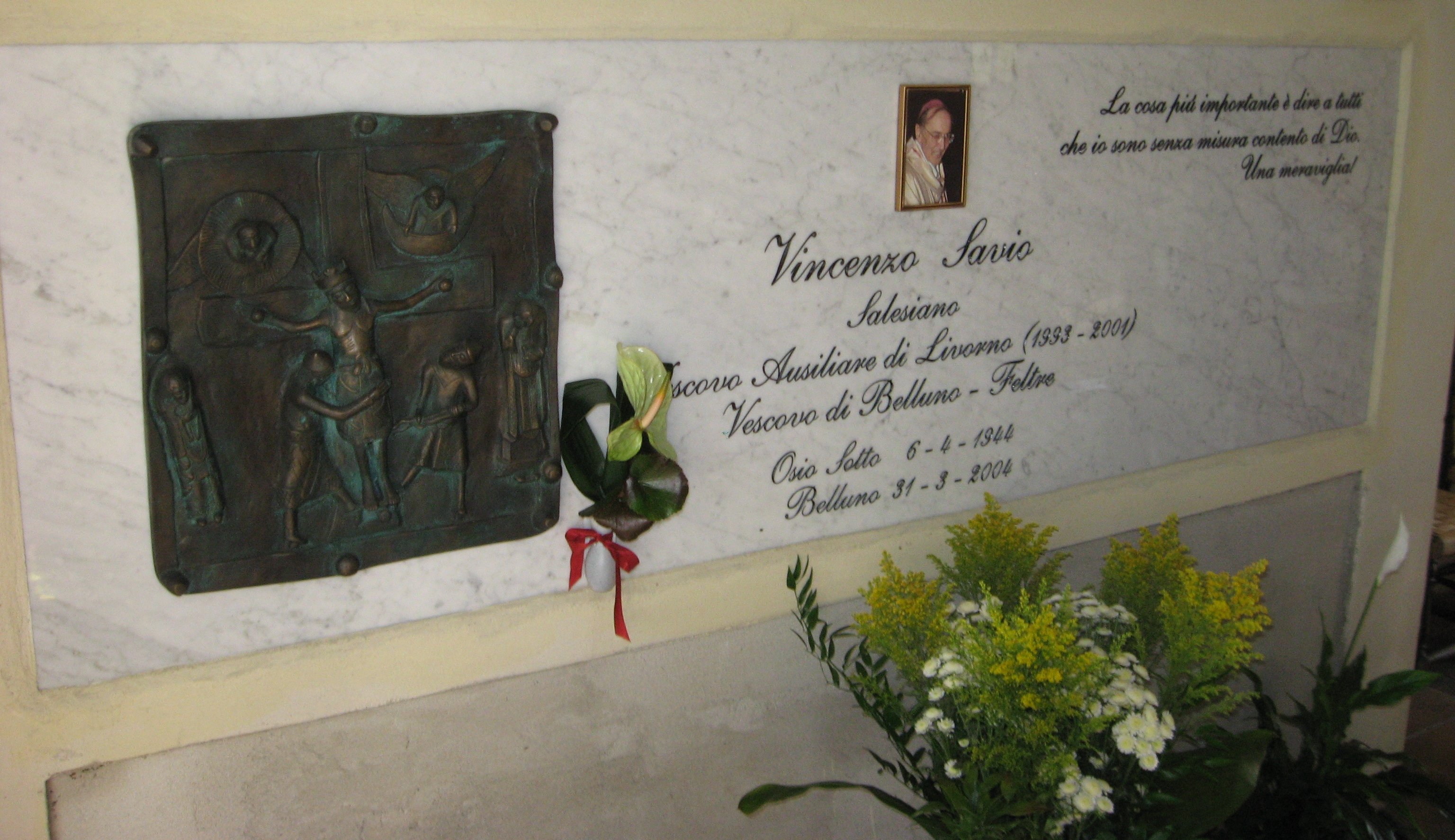
Tomba del vescovo.

Il successivo 19 maggio annunciò in cattedrale il sinodo diocesano.
Dal 23 al 25 giugno 2003, su invito del direttore dell'Ufficio Nazionale della Conferenza Episcopale Italiana per la Pastorale della Sanità Sergio Pintor, partecipò a Chianciano al Convegno Nazionale dei Direttori degli Uffici Diocesani per la Pastorale della Sanità donando ai presenti una "testimonianza indicibile di forte speranza".
L'11 novembre dello stesso anno ricevette il premio San Martino, massima onorificenza della città di Belluno.
Colpito da una grave malattia diagnosticata nell'autunno 2002, morì nel vescovado di Belluno alle 8:42 del 31 marzo 2004 attorniato dai familiari e da alcuni sacerdoti; il rito esequiale si tenne il 2 aprile nella cattedrale di Belluno e fu presieduto dal cardinale patriarca di Venezia Angelo Scola. All'arrivo della salma nel suo paese natale, Osio Sotto, furono celebrate nuove esequie, presiedute dal cardinale Tarcisio Bertone. Fu poi tumulato nel cimitero di Osio Sotto.

## Genealogia episcopale
La genealogia episcopale è:
- Cardinale Scipione Rebiba
- Cardinale Giulio Antonio Santori
- Cardinale Girolamo Bernerio, O.P.
- Arcivescovo Galeazzo Sanvitale
- Cardinale Ludovico Ludovisi
- Cardinale Luigi Caetani
- Cardinale Ulderico Carpegna
- Cardinale Paluzzo Paluzzi Altieri degli Albertoni
- Papa Benedetto XIII
- Papa Benedetto XIV
- Cardinale Enrico Enriquez
- Arcivescovo Manuel Quintano Bonifaz
- Cardinale Buenaventura Córdoba Espinosa de la Cerda
- Cardinale Giuseppe Maria Doria Pamphilj
- Papa Pio VIII
- Papa Pio IX
- Cardinale Alessandro Franchi
- Cardinale Giovanni Simeoni
- Cardinale Antonio Agliardi
- Vescovo Giacinto Arcangeli
- Cardinale Giuseppe Gamba
- Cardinale Maurilio Fossati
- Arcivescovo Felicissimo Stefano Tinivella, O.F.M.
- Vescovo Alberto Ablondi
- Vescovo Vincenzo Savio, S.D.B.